# Tahsish-Kwois Provincial Park
Der Tahsish-Kwois Provincial Park ist ein 10.987 ha großer Provinzpark im kanadischen British Columbia. Der Park wurde 1995 gegründet und liegt relativ abgelegen im Nordwesten von Vancouver Island, im Strathcona Regional District. Der Park ist einer der größten auf Vancouver Island.
Bei dem Park handelt es sich um einen sogenannten Backcountry Park, das heißt, es führen keine offiziellen Straßen in den Park. Der Zugang erfolgt hauptsächlich per Helikopter und Wasserflugzeug oder über den Wasserweg.

## Anlage
Das Schutzgebiet befindet sich am östlichen Ende des Tahsish Inlet, einem Arm des Kyuquot Sound, an der Westküste von Vancouver Island. Die nächstgelegenen Ansiedlungen sind Port Alice im Norden und Kyuquot im Westen am Eingang des Kyuquot Sound. Im Mündungsgebiet des Tahsish River in den Tahsish Inlet liegt das Schutzgebiet Tahsish River Ecological Reserve. Es wird dabei vollständig vom Park umschlossen.
Bei dem Tahsish-Kwois Provincial Park handelt es sich um ein Schutzgebiet der Kategorie Ib (Strenges Naturreservat/Wildnisgebiet).

## Geschichte
Wie bei fast allen Provinzparks in British Columbia gilt auch für diesen, dass er lange bevor die Gegend von europäischen Einwanderern besiedelt oder sie Teil eines Parks wurde, Jagd- und Fischereigebiet verschiedener Stämme der First Nations, hier der Kyuquot-Cheklesahht, war.
Im Jahr 1862 war der Tahsish Inlet Ausgangspunkt für die erste Inselüberquerung eines Europäers. Ein Offizier der britischen Royal Navy überquerte mit Hilfe der hier ansässigen First Nation die Insel und folgte dabei einem alten Handelsweg der Einheimischen zum Nimpkish River an der Ostküste der Insel.
Der Park wurde am 13. Juli 1995 durch den Park Amendment Act, zusammen mit 49 weiteren Parks, gegründet. Mit dem Protected Areas of British Columbia Amendment Act von 2009 wurde der Park, um rund 10 %, auf seine heutige Fläche vergrößert.

## Flora und Fauna
Das Ökosystem von British Columbia wird mit dem Biogeoclimatic Ecological Classification (BEC) Zoning System in verschiedene biogeoklimatischen Zonen eingeteilt. Biogeoklimatische Zonen zeichnen sich durch ein grundsätzlich identisches oder sehr ähnliches Klima sowie gleiche oder sehr ähnliche biologische und geologische Voraussetzungen aus. Daraus resultiert in den jeweiligen Zonen dann auch ein sehr ähnlicher Bestand an Pflanzen und Tieren. Innerhalb dieser Systematik wird das Parkgebiet der Coastal Western Hemlock Zone mit der Very Wet Hypermaritime Subzone (CWHvh) und der Very Wet Maritime Subzone (CWHvm) zugeordnet.
Im Parkgebiet wachsen Riesen-Lebensbäume (im englischen Sprachraum „Western Red Cedar“ genannt), Douglasien und westamerikanische Hemlocktannen. Mit einer Höhe von etwa 76 m wächst eine der höchsten Hemlocktannen in British Columbia im Park. Da im Park nahezu keine Forstwirtschaft erfolgte, findet sich hier noch ein großer Bestand Primärwald aus Sitka-Fichte. Epiphytische Flechten und Moose überziehen die Baumstämme. Der Wald hat einen Unterwuchs aus Schwertfarnen und Heidekrautgewächsen.
Im Park kommen Schwarzbären, Pumas und Vancouver Island Wölfe (Canis lupus crassodon, eine Unterart des Wolfs) vor. Daneben gibt es im Park und dem umgebenden Gebiet auch verschiedene Rotwildarten, wie den Wapiti (Cervus elaphus roosevelti, Roosevelt-Wapiti) und den Maultierhirsch (Odocoileus hemionus columbianus, Columbia-Schwarzwedelhirsch). Das Tal des Tahsish River gilt dabei als eins der wichtigsten viele Vogelarten sind im Parkgebiet heimisch und können beobachtet werden, wie zum Beispiel der Trompeterschwan und die dunkle Kanadagans (Branta canadensis occidentalis).
Die verschiedenen Flüsse und Bäche die den Park durchziehen, besonders der Tahsish River, bieten einen wichtigen Lebensraum für Cutthroat-Forellen, Dolly-Varden-Forellen und Regenbogenforellen (sowohl als stationäre wie auch als anadrome Wanderform, im Englischen unterschieden als Rainbow Trout und Steelhead Trout). Weiterhin sind die Flüsse des Parks wichtiges Laichgebiet für Königslachs, Silberlachs und Ketalachs.

## Benachbarte Parks
In der Nähe dieses Parks befinden sich noch weitere Provincial Parks. Westlich des Parks und ebenfalls am Kyuquot Sound liegen der Dixie Cove Marine Provincial Park und der Rugged Point Marine Provincial Park.

## Aktivitäten
Eine touristische Infrastruktur findet sich im Park nicht. Obwohl in Provincial Parks grundsätzlich verboten, ist daher hier das „wilde“ Campen erlaubt.